# Liga de Hóquei de Ontário

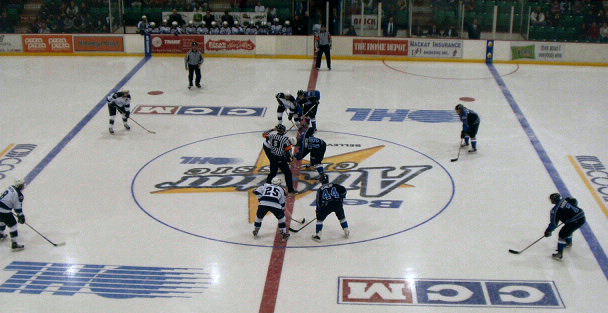
Belleville, Ontario, Canada

A Liga de Hóquei de Ontário (em inglês:  Ontario Hockey League) é uma das três principais ligas de hóquei no gelo júnior que constituem a Canadian Hockey League. O campeonato é para jogadores com idades entre 15 e 20 anos.